# Jacob Vallentin
Jacob Vallentin (født 13. august 1804 i Skælskør, død 10. februar 1872 i Spentrup præstegård) var en dansk provst og politiker.
Vallentin var søn af købmand Johan Otto Vallentin og hustru Ane Marie Nielsen. Han tog studentereksamen fra Roskilde Katedralskole i 1821 og blev cand.theol. i 1826. Vallentin blev sognepræst i Tvede og Linde Sogne syd for Mariager i 1831. Fra 1847 til sin død i 1872 var han præst i Spentrup og Gassum Sogne hvor han blev Steen Steensen Blichers efterfølger. Vallentin var provst for Nørhald, Gjerlev og Onsild Herreder fra 1846 til 1867.
Vallentin ledte den 3. danske landmandsforsamling i Århus 1847 og var i Landhusholdningsselskabets agerbrugskommission 1847-1851. Han var Landhusholdningsselskabets repræsentant ved den tyske landmandsforsamling i Breslau i 1845 og ved verdensudstillingen i Paris i 1855.
Han var medlem af Folketinget valgt i Randers Amts 2. vallgkreds (Randerskredsen) fra 4. august 1852 til 1. december 1854 og fra 14. juli 1855 til september 1857. Han forgæves stillede op til valget til Den Grundlovgivende Rigsforsamling i Mariager i 1848, og til folketings- og landstingsvalgene i 1849 samt et suppleringsvalg i 1850. Han blev valgt til Folketinget ved valget i 1852 og blev genvalgt ved valgene i februar og maj 1853, men tabte pladsen ved valget i 1854. Ved valget i 1855 blev han valgt igen. Han nedlagde mandatet i 1857. Han var medlem af Randers Amtsråd 1842-1854.